# Fürstenau
Fürstenau település Németországban, azon belül Alsó-Szászország tartományban. Lakosainak száma 9833 fő (2023. december 31.). Fürstenau Eggermühlen, Handrup, Bippen, Andervenne, Merzen, Voltlage, Hopsten és Neuenkirchen községekkel határos.

## Népesség
A település népességének változása:
| Lakosok száma | 9437 | 9445 | 9439 | 9621 | 9736 | 9833 |
|               | 2016 | 2017 | 2019 | 2021 | 2022 | 2023 |